# Вейл, Рональд
Рональд Вейл (Ronald (Ron) D. Vale; род. 11 января 1959, Голливуд, Лос-Анджелес) — американский учёный-биолог, цитолог. Доктор философии (1985), профессор Калифорнийского университета в Сан-Франциско, где трудится с 1986?7 года, исследователь Медицинского института Говарда Хьюза (с 1995) и с 2020 года его вице-президент и исполнительный директор его же Janelia Research Campus (преемник в последней должности Gerald M. Rubin). Член Национальных Академии наук (2001) и Медицинской академии США, иностранный член Лондонского королевского общества (2023). Лауреат Ласкеровской премии (2012) и премии Шао (2017), а также международной премии Гайрднера (2019) и др. отличий. Участник открытия кинезина в 1985 году.

## Биография
Родился в Голливуде в семье театральной актрисы и писателя и сценариста. Учился в начальной школе вместе с Майклом Джексоном.
Окончил Калифорнийский университет в Санта-Барбаре (бакалавр биологии и химии, 1980).
На последнем курсе полгода занимался с Робертом Лефковицем, впоследствии нобелевским лауреатом.
Степень доктора философии по нейронаукам получил в Стэнфорде в 1985 году, занимался у доктора Eric Manvers Shooter. В 1985-6 гг. в Морской биологической лаборатории (MBL), с 1987 г. в Калифорнийском университете в Сан-Франциско, ныне профессор клеточной и молекулярной фармакологии, на протяжении пяти лет также заведовал соответствующей кафедрой. Основатель (в 2006) и исполнительный директор iBiology (ныне председатель совета директоров).
Его лаборатория разработала MicroManager — широко используемый пакет программного обеспечения для микроскопии, с открытым исходным кодом и в свободном доступе.
В 2012 году президент Американского общества клеточной биологии.
Член Американской академии искусств и наук (2002), EMBO (2012) и Индийской национальной академии наук. Сооснователь в 1997 г. Cytokinetics, Inc.

## Награды и отличия
- Pfizer Award in Enzyme Chemistry[англ.] (1991)
- Young Investigator Award, Biophysical Society (1993)
- Keith R. Porter Lecture[англ.] (2009)
- Премия Альберта Ласкера за фундаментальные медицинские исследования (2012)[9]
- Премия Уайли (2012)
- Премия Мэссри (2013)
- Премия Шао (2017, совместно с Иэном Гиббонсом)[10]
- Международная премия Гайрднера (2019)